# 細圈仔
《細圈仔》（英語：Once upon a mirage），是1982年上映的一部香港劇情片，由江龍執導，廖偉雄、余綺霞、喬宏、恬妮、黃儀貞、張家偉主演，電影講述大陸人偷渡到香港後的種種遭遇。本片獲提名第2屆香港電影金像獎最佳劇本。

## 劇情
來自廣州的姐弟珠珠（黃儀貞 飾）和向陽（張家偉 飾）隨父親乘火車偷渡到香港，在途中被香港警察馬Sir（喬宏 飾）發現，父親在逃跑時不慎跌斷腳，被逮捕後遣返大陸，而兩姐弟則成功避過了警察的追捕。在異地流浪的兩人唯有尋找在港唯一的親人姑姐（恬妮 飾），期間認識了幾個新朋友，引致笑料百出......

## 角色
| 演員   | 角色   | 備註     |
| 廖偉雄 | 陸易年 |          |
| 余綺霞 | 年嫂   | 陸的妻子 |
| 喬宏   | 馬Sir  | 香港警察 |
| 恬妮   |        |          |
| 黃儀貞 | 珠珠   | 童星     |
| 張家偉 | 向陽   | 童星     |
| 劉成業 | 沙皮   | 童星     |
| 盧大偉 |        | 童星     |
| 湯穎欣 | 富貴貓 | 童星     |
| 蔡國慶 |        |          |
| 許堅信 |        |          |
| 李健生 |        |          |

## 花絮
- 《細圈仔》有多名童星參演，電影經過剪輯下來後最終成品為八千呎菲林，惟實際耗費了九萬呎菲林才完成拍攝，兩者相差逾11倍。導演江龍稱本作是以菲林作為賭注，加上彩數下的成果。[6]

## 獎項
| 年份 | 頒獎典禮            | 獎項     | 獲提名 | 結果 |
| ---- | ------------------- | -------- | ------ | ---- |
| 1983 | 第2屆香港電影金像獎 | 最佳劇本 | 李碧華 | 提名 |